# Södra Råda församling
Södra Råda församling var en församling i Skara stift, 1581-1971 i Karlstads stift, i Gullspångs kommun i Västra Götalands län. Församlingen uppgick 2006 i Amnehärads församling.

## Administrativ historik
Församlingen har medeltida ursprung. Namnet var ursprungligen Råda församling, vilket ändrades den 1 januari 1886 (enligt beslut den 17 april 1885) till Södra Råda församling.
Församlingen var till 1962 annexförsamling i pastoratet Amnehärad och Södra Råda. Från 1962 till 1971 var den annexförsamling i pastoratet Visnum, Visnum-Kil, Rudskoga och Södra Råda. År 1971 överfördes församlingen från Karlstads stift till Skara stift och från den tidpunkten till 2006 var församlingen åter annexförsamling i pastoratet Amnehärad och Södra Råda. Församlingen uppgick 2006 i Amnehärads församling.

## Organister
| Period    | Namn            | Levnadstid | Övrigt   |
| --------- | --------------- | ---------- | -------- |
| 1862-1886 | Håkan Johansson | 1823-1896  | Organist |

## Kyrkor
- Södra Råda nya kyrka
- Södra Råda gamla kyrka, som förstördes i en mordbrand 2001 och nu rekonstrueras, tillhör Riksantikvarieämbetet.